# بچه بیچاره
بچه بیچاره (انگلیسی: Poor Baby) یک فیلم کمدی صامت کوتاه به کارگردانی ویلارد لوئیس است که در سال ۱۹۱۵ منتشر شد. از بازیگران این فیلم می‌توان به اولیور هاردی و ریموند مک‌کی اشاره کرد.